# Parafia Przemienienia Pańskiego w Perlejewie
Parafia pw. Przemienienia Pańskiego w Perlejewie – rzymskokatolicka parafia należąca do dekanatu Ciechanowiec, diecezji drohiczyńskiej, metropolii białostockiej.

## Obszar parafii

### Miejscowości i ulice
W granicach parafii znajdują się miejscowości:

- Bogusze Stare,
- Czarkówka Duża,
- Czarkówka Mała,
- Leszczka Duża,
- Leszczka Mała,
- Miodusy-Dworaki,
- Miodusy-Inochy,
- Miodusy-Pokrzywne,
- Moczydły-Dubiny,
- Moczydły-Kukiełki,
- Moczydły-Pszczółki,
- Stare Moczydły,
- Olszewo,
- Pełch,
- Perlejewo,
- Pieczyski,
- Twarogi Lackie,
- Twarogi-Mazury,
- Twarogi Ruskie,
- Twarogi-Trąbnica,
- Twarogi-Wypychy
- Żale

## Historia
Parafia powstała w 1407.